# Cuevas de Almudén
Cuevas de Almudén ist eine spanische Gemeinde in der Provinz Teruel, die zur Autonomen Region Aragonien gehört. Sie ist Teil der Comarca (Kreis) Cuencas Mineras. 2024 hatte die Gemeinde 115 Einwohner. 

## Lage
Cuevas de Almudén liegt circa 55 Kilometer nordnordöstlich der Provinzhauptstadt Teruel in einer Höhe von ca. 1280 m. 

## Bevölkerungsentwicklung
| Jahr      | 1970 | 1981 | 1991 | 2001 | 2011 | 2021 |
| Einwohner | 168  | 138  | 120  | 104  | 149  | 118  |

## Sehenswürdigkeiten
- Marienkirche (Iglesia de Nuestra Señora de la Estrella)

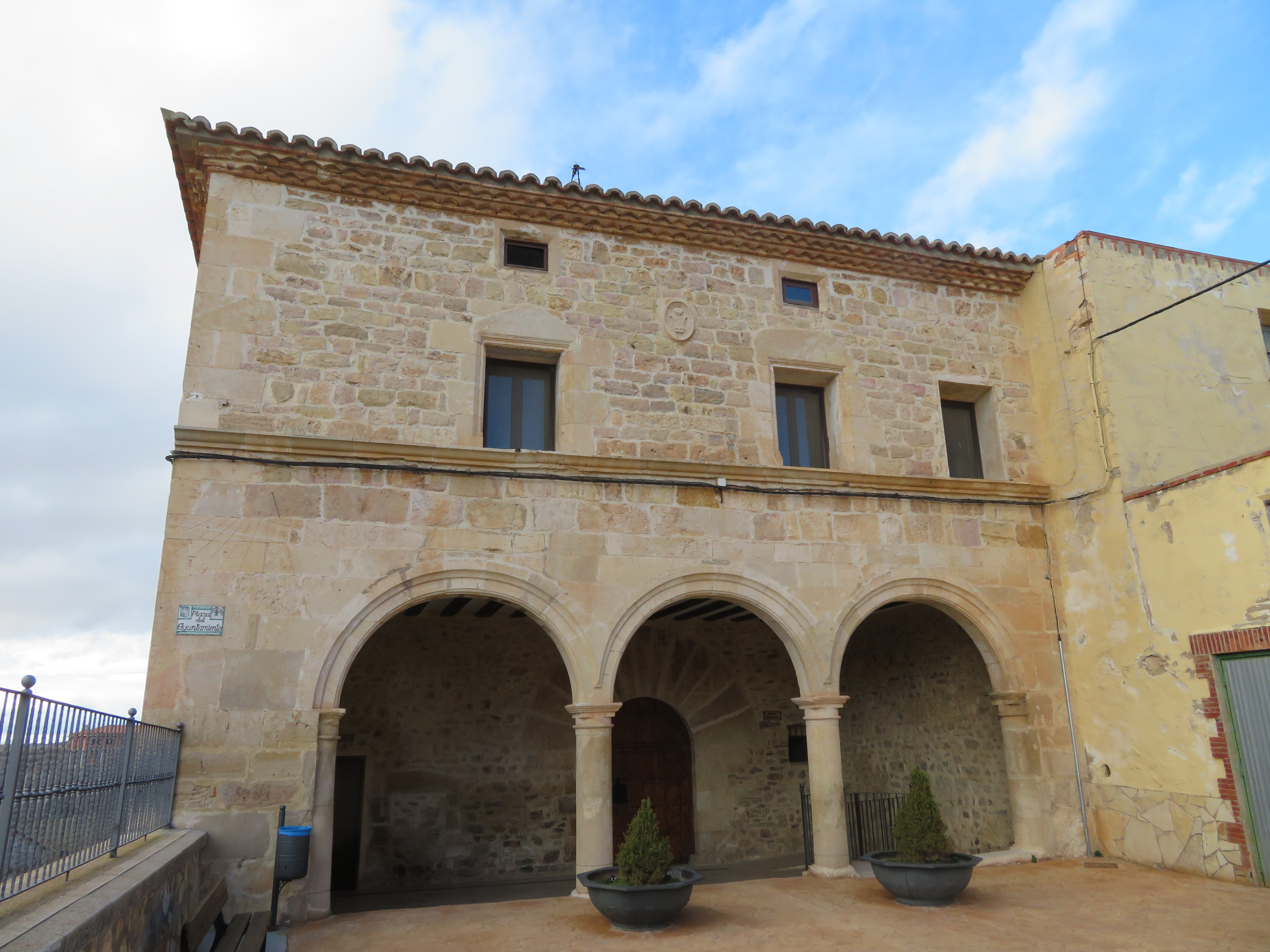
Rathaus